# Gilpin (Pennsylvania)
Gilpin  è una township degli Stati Uniti d'America, nella contea di Armstrong nello Stato della Pennsylvania. Secondo il censimento del 2000 la popolazione è di 2.587 abitanti.

## Società

### Evoluzione demografica
La composizione etnica vede una prevalenza di quella bianca (97,99%), seguita da quella afroamericana (1,01%), dati del 2000.
| township di Gilpin Popolazione |       |
| 2000                           | 2.587 |
| Stima al 01-07-07              | 2.520 |